# Quercus myrtifolia
Quercus myrtifolia là một loài thực vật có hoa trong họ Cử. Loài này được Willd. miêu tả khoa học đầu tiên năm 1805.

## Hình ảnh